# Stanisław Udymowski
Stanisław Udymowski (ur. 23 grudnia 1890 w Czerekiewie, zm. 16 września 1920 we Lwowie) – rotmistrz Wojska Polskiego, kawaler Orderu Virtuti Militari.

## Życiorys
Urodził się 23 grudnia 1890 w Czerekiewie, w rodzinie Władysława i Felicji z Chrościckich. Był starszym bratem Jana (1894–1918) i Leona (ur. 1896), rotmistrzów Wojska Polskiego, odznaczonych Krzyżem Niepodległości.
W grudniu 1917 razem z braćmi rozpoczął służbę w Polskim Kawaleryjskim Dywizjonie rosyjskiej 8 Armii, który 1 lutego 1918 przekształcił się w 5 Pułk Ułanów II Korpusu Polskiego, a później w 5 Pułk Ułanów Zasławskich. W lutym 1918 był dowódcą szkoły podoficerskiej, a Jan dowódcą 3. szwadronu. W 1920 dowodził 2. szwadronem 5 puł. Wyróżnił się 26 kwietnia pod Korostyszowem i 24 maja razem z bratem Leonem (wówczas podchorążym) w bitwie pod Koszowatą. W czerwcu otrzymał pochwałę dowódcy Dywizji Jazdy za zniszczenie podjazu kozackiego w sile 50 koni. 5 lipca walczył w bitwie pod Równem. 27 sierpnia 1920 został zatwierdzony z dniem 1 kwietnia 1920 w stopniu rotmistrza, w kawalerii, w grupie oficerów byłych Korpusów Wschodnich i byłej armii rosyjskiej.
6 września został ranny w bitwie pod Chodorowem. Zmarł 16 września we Lwowie, w następstwie otrzymanych ran. 20 września 1920 został tymczasowo pochowany we Lwowie.

## Ordery i odznaczenia
- Krzyż Srebrny Orderu Wojskowego Virtuti Militari nr 3389[19][20]
- Krzyż Niepodległości – 23 grudnia 1933 „za pracę w dziele odzyskania niepodległości”[21]
- Krzyż Walecznych[1]